# Xylotrechus aceris
Xylotrechus aceris är en skalbaggsart som beskrevs av Fisher 1916. Xylotrechus aceris ingår i släktet Xylotrechus och familjen långhorningar. Inga underarter finns listade i Catalogue of Life.